# Natan Sternhartz
Natan Sternhartz (hebr. נתן מנמירוב; ur. 1780, zm. 1844) – znany również jako Natan z Bracławia lub Natan z Niemirowa. Żył w latach 1780–1844. Uczeń Nachmana z Bracławia i propagator jego nauk. Był nieformalnym przywódcą grupy chasydzkiej w Bracławiu po śmierci swojego mistrza. Sternhartz, pochodził z zamożnej rodziny mitnagdim, czyli ruchu ortodoksyjnych Żydów, sprzeciwiających się chasydyzmowi. Poznał Nachmana i został jego uczniem w 1802 roku, po rozczarowujących wizytach u różnych innych chasydów. Barwna postać Nachmana, założyciela tego nurtu, wzbudzała wśród wielu osób zainteresowanie i uznanie. Tak też było z Natanem. W Nachmanie znalazł mistrza, który połączył powagę duchowego celu i wyrozumiałość, co odpowiadało potrzebom Natana. W ciągu wielu lat Nachman polegał w dużej mierze na Sternhartzu, zwłaszcza jako na redaktorze swoich pism. Choć Sternhartz uważany był za głównego ucznia Nachmana, istnieją dowody, że nie wszyscy inni zwolennicy Nachmana, w tym niektórzy z jego wcześniejszych uczniów, przyjęli jego wiodącą rolę. Podobnie było po śmierci Nachmana. Sternhartz mieszkał w Bracławiu przez następne 35 lat i stamtąd prowadził wspólnotę, jednak niektórzy z uczniów Nachmana pozostali poza jego wpływami. Wspólnota chasydów bracławskich była wówczas niewielka pod względem liczby zwolenników i zasięgu geograficznego, ale jego historyczne metamorfozy, indywidualne i zbiorowe postrzeganie uczniów oraz ich dziedzictwo literackie sprawiły, że z czasem chasydyzm w wersji bracławskiej nabrał znaczenia.
Sternhartz w pełni poświęcił się wydawaniu i rozpowszechnianiu nauk i biografii Nachmana, a po jego śmierci wybudował nawet na jego cześć synagogę w Humaniu, a także skomponował szereg modlitw, które zwolennicy recytują na grobie Nachmana. Napisał również własne wspomnienia (Jeme Moharnat), które zostały opublikowane wiele lat po jego śmierci, w 1876 roku. Najważniejszym dziełem Sternhartza jest Likutej Halachot (ok. 1846-1861), obszerny komentarz na temat myśli Nachmana i zastosowaniu ich w codziennym życiu religijnym, zgodnie z porządkiem Szulchan Aruch. Oprócz redagowania dzieł Nachmana, napisał również zbiór oryginalnych modlitw (Likutej Tefilot), podążając za powiedzeniem Nachmana by „zamieniać jego nauki w modlitwy”. Sternhartz napisał również książeczkę krytykującą Haskalę Kin’at ha-szem cewa’ot (Gorliwy Pan Zastępów).
W czasie przywództwa Sternhartza odnowił się konflikt wokół bracławskiego chasydyzmu. Wiele grup chasydzkich atakowało bracławian i samego Natana, a termin „mitnagdim” spotykany w bracławskich pismach, generalnie odnosi się do tych antybracławskich grup chasydzkich, a nie do grup antychasydzkich. W latach 1835–1839 Mosze Cwi z Sawrania prowadził szczególnie zaciekłą kampanię przeciwko bracławianom, nawołując do całkowitej ich ekskomuniki.
Ten okres opisany jest w Jeme ha-tela’ot, Abrahama Hazana.
Po śmierci Natana Sternhartza w 1844 roku (w Bracławiu), społeczność bracławska była kierowana przez Nachmana Cheryna, którego rola podobnie jak w przypadku Natana, wzbudzała wiele kontrowersji. Zredagował on i opublikował niektóre z pism Sternhartza.